# Saint-Germain-Nuelles
Saint-Germain-Nuelles è un comune francese del Rodano, della regione Alvernia-Rodano-Alpi.

## Storia
È nato il 1º gennaio 2013 dalla fusione di Nuelles e di Saint-Germain-sur-l'Arbresle.